# Zwölfbotenaltar
Der Zwölfbotenaltar oder Windsheimer Altar ist ein im Jahr 1509 geschaffener spätgotischer Schnitzaltar von Tilman Riemenschneider. Er zählt zu den bedeutendsten Arbeiten Riemenschneiders und stellt zugleich eines der wichtigsten Ausstellungsstücke des Kurpfälzischen Museums in Heidelberg dar.

## Beschreibung und Bedeutung

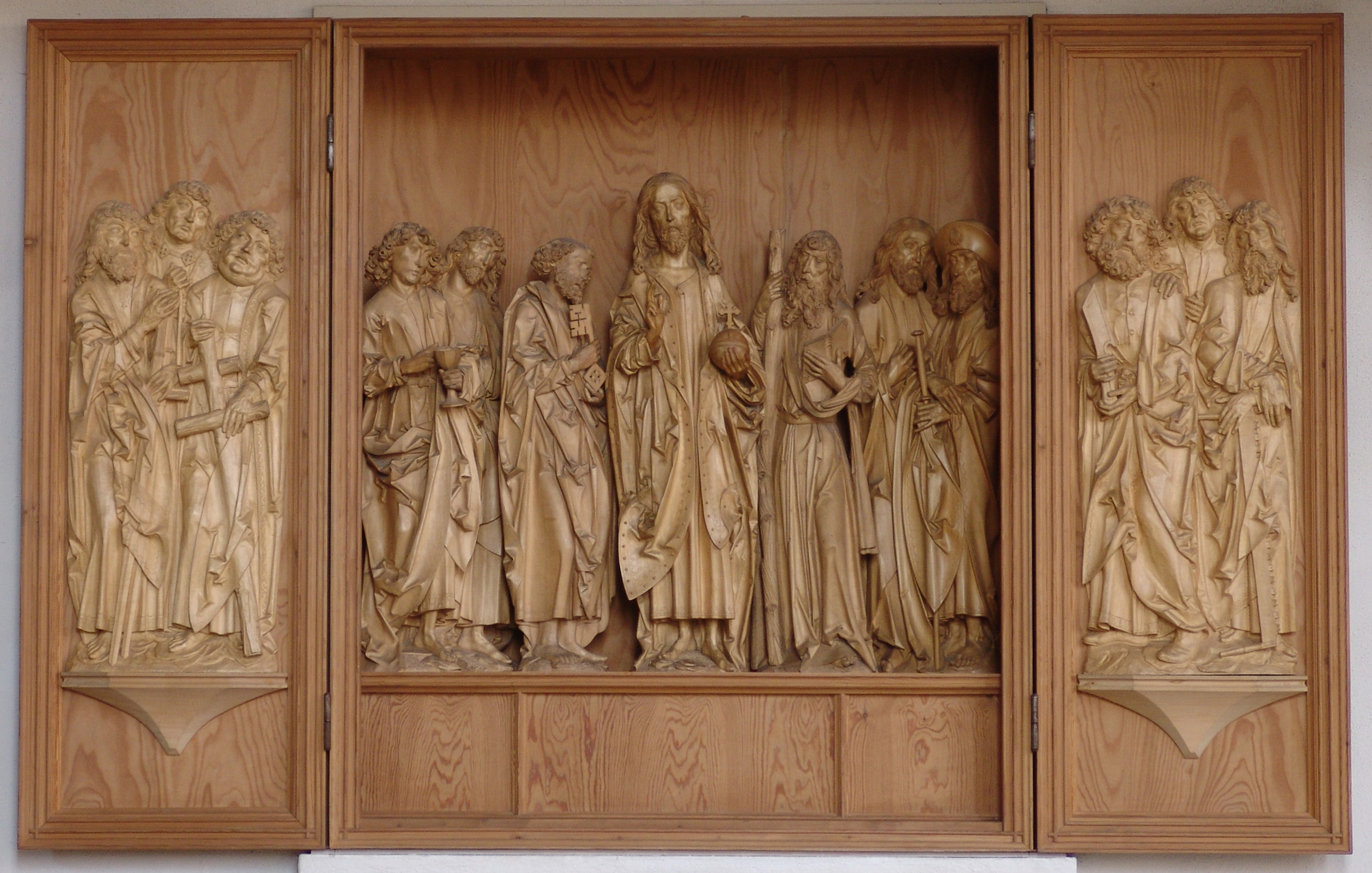
Zwölfbotenaltar (Kopie)

Der Altar zeigt Christus inmitten der zwölf Apostel. Im Mittelteil sind Christus und sechs Apostel, bestehend aus zwei Einzelfiguren und zwei Zweiergruppen, zu finden. Auf den beiden Flügeln sind jeweils drei Apostel im Flachrelief dargestellt. Christus hat eine Höhe von 104 cm, die übrigen Figuren sind etwa 90 – 95 cm hoch. Die Apostel sind jeweils mit ihren typischen Attributen dargestellt. Thema des Altars ist die Aussendung der Apostel durch Christus. Typisch für den Zwölfbotenaltar, auch im Unterschied zu anderen Werken Riemenschneiders, ist die „Subtilität der geistigen und formalen Konzeption“. Die Figur in der Mitte des rechten Flügelreliefs stellt wahrscheinlich ein Selbstbildnis Riemenschneiders dar.
Die Schnitzarbeit weist „außerordentlich qualitätsvolle Details“ auf, etwa die differenzierte Modellierung des Lindenholzes bei der Darstellung beispielsweise der Gesichter, der Haare, der Hände und der Falten der Gewänder sowie die ausdrucksvollen Physiognomien.
Der Altar ist nicht vollständig überliefert. Die Rankenspiele über den Gestalten fehlen ebenso wie das Gesprenge, das möglicherweise mit weiteren Figuren besetzt gewesen ist. Dafür findet sich auf der Rückseite des rechten Flügelreliefs eine Entwurfszeichnung in schwarzer Kreide und Rötel, die eine tanzende Frauengestalt – möglicherweise Salome – zeigt. Auch diese Zeichnung stammt vermutlich von Riemenschneider selbst.

## Geschichte
Riemenschneider schuf den Altar im Jahr 1509 für die Pfarrkirche St. Kilian in Windsheim an der Aisch im Auftrag der Witwe Elisabeth Bachknapp. Bereits drei Jahre später wurde der Altar zum ersten Mal farbig gefasst, vermutlich von Jakob Mülholzer. Eine weitere Bemalung erfolgte im Jahr 1617.
Im Dezember 1730 brannte die Kirche St. Kilian ab, was leichte bis heute sichtbare Brandspuren auf dem Altar hinterließ. Das weitere Schicksal des Altars ist unbekannt, bis er 1840 in Würzburg auftauchte, wo das Schnitzwerk restauriert und der Altar im damaligen Zeitgeschmack neu bemalt wurde.
1861 ersteigerte Charles de Graimberg in Würzburg den Altar als ein vermeintlich aus einer Heidelberger Kirche stammendes Werk für seine Sammlungen, ohne zu ahnen, dass es sich um ein Werk Riemenschneiders handelt. Auch als nach Graimbergs Tod dessen Sammlungen an die Stadt Heidelberg fielen, war Riemenschneiders Urheberschaft nicht bekannt. Zwar wurde der Altar immer wieder mit Riemenschneider in Verbindung gebracht, doch verlieh die damalige Bemalung dem Altar den „Anschein des Minderwertigen“, sodass man sich damit begnügte, den Altar für das Werk eines Schülers von Riemenschneider oder aber für eine Kopie nach einem Vorbild von Riemenschneider zu halten.
Nach dem Zweiten Weltkrieg wurde, um eventuelle Schäden auszubessern, die der Altar bei der kriegsbedingten Auslagerung erlitten haben könnte, der Altar umfassend restauriert. Hierbei wurden nicht nur sämtliche Wurmlöcher behandelt, sondern auch die entstellenden Bemalungen entfernt. Hierdurch wurde erst die wahre künstlerische Qualität des Altars erkennbar. Zugleich ermöglichten die nun festgestellten Brandspuren sowie eine aufgefundene Kreidenotiz aus dem Jahr 1617 eine eindeutige Identifizierung des Altares als jenen Altar, den Riemenschneider für die Kirche St. Kilian in Windsheim geschaffen hatte und der dort bis 1730 stand.
Heute ist der Altar eines der wichtigsten Ausstellungsstücke des Kurpfälzischen Museums der Stadt Heidelberg und wird dort in einem eigenen Raum präsentiert.
Nachdem die Bemühungen der Windsheimer Kirchengemeinde, den Altar an den ursprünglichen Ort zurückzuholen, gescheitert waren, wurde der Heidelberger Bildschnitzer Robert Stieler beauftragt, eine Kopie anzufertigen. Von 1951 bis zu seinem Tod 1967 fertigte er den Mittelschrein und begann mit dem rechten Seitenflügel. Von 1968 bis 1970 wurde die Riemenschneiderkopie von dem Würzburger Bildhauer Anton Johann Rausch vollendet und steht seit 1988 in der Seekapelle zu Bad Windsheim.